# جيمس جي. كونولي
جيمس جي. كونولي هو سياسي أمريكي، ولد في 24 سبتمبر 1881 في فيلادلفيا في الولايات المتحدة، وتوفي في 10 ديسمبر 1952. نشط حزبياً في الحزب الجمهوري. وقد انتخب عضو مجلس النواب الأمريكي ‏.